# 易乃谦
易乃谦（？—？），字举轩，湖北汉阳人。清朝军事人物。

## 生平
易乃谦毕业于日本陆军士官学校。回国后，他任清朝陆军部军制司司长。1911年10月10日，武昌起义爆发。陆军大臣荫昌督师南下镇压，他随军任参谋长。